# Бенардис, Стелиос
Стилианос (Стелиос) Бенардис (греч. Στυλιανός (Στέληως) Μπεναρδής, 1907 — неизвестно) — греческий легкоатлет, выступавший в беге на короткие и средние дистанции, прыжках в длину, с шестом и тройном прыжке и многоборье. Участник летних Олимпийских игр 1924 и 1928 годов.

## Биография
Стелиос Бенардис родился в 1907 году в Афинах.
Выступал в легкоатлетических соревнованиях за «Этникос» из Афин.
В 1924 году вошёл в состав сборной Греции на летних Олимпийских играх в Париже. В пятиборье занял последнее, 28-е место, выступив только в трёх дисциплинах. В десятиборье занял предпоследнее, 24-е место, набрав 5189,16 очка и уступив 2521,615 очка завоевавшему золото Гарольду Осборну из США. Также был заявлен в эстафете 4х100 метров, но не вышел на старт.
В 1928 году вошёл в состав сборной Греции на летних Олимпийских играх в Амстердаме. В прыжках с шестом поделил 14-16-е места в квалификации, показав результат 3,30 метра — на 36 сантиметров меньше норматива, позволявшего выйти в финал. В десятиборье занял 20-е место, набрав 6149,910 очка и уступив 1903,38 очка завоевавшему золото Пааво Юрьёле из Финляндии. В эстафете 4х400 метров сборная Греции, за которую также выступали Ренос Франгудис, Вангелис Мойропулос и Василиос Ставринос, заняла последнее, 6-е место в полуфинале. Также был заявлен в эстафете 4х100 метров, прыжках в длину и тройном прыжке, но не вышел на старт.
О дальнейшей жизни данных нет.

## Личный рекорд
- Десятиборье — 5270 (1928)[2]